# توماس غوغيغان
توماس غوغيغان (بالإنجليزية: Thomas Geoghegan)‏ هو محامي أمريكي، ولد في 22 يناير 1949 في سينسيناتي في الولايات المتحدة.

## وصلات خارجية
- الموقع الرسمي